# Involucrellum

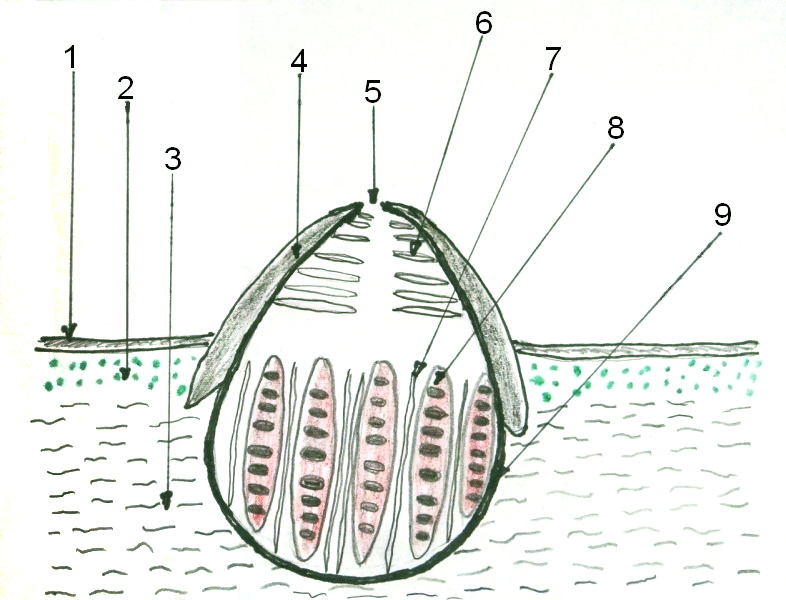
Schema van de structuur van het perithecium met blauwalgen.: 1 - cortex, 2 - blauwalgenlaag, 3 - stroma, 4 - involucrellum, 5 - ostiole, 6 - perifysen, 7 - parafysen, 8 - asci met ascosporen, 9 - excipulum

Het involucrellum is een harde laag, die versmolten kan zijn met het excipulum of ervan zijn gescheiden. Het heeft een donkere, vaak zwarte, soms lichte kleur. Het kan het gehele excipulum (volledige involucrellum), de bovenste helft tot aan de basis van het excipulum (halve involucrellum) of alleen het bovenste deel bedekken. Dit is het zogenaamde apicale involucrellum, bijvoorbeeld voorkomend bij de familie Bagliettoaceae. Het is dan heel losjes verbonden met het excipulum. Slechts heel zelden komt het involucrellum alleen bij de mond van de ostiole voor.
Het voorkomen en de morfologie van het involucrellum is belangrijk bij het bepalen van de soort van sommige schimmels.
Het involucrellum kan verschillende ontwikkelingsgraden hebben:
- beginnend, alleen bij de ostiole, bijv. bij de geslachten Thelidium en Amphorisium,
- apicaal, vanaf de bovenkant van het perithecium en reikkend tot 1/3 of 1/2 van zijn hoogte,
- volledig - zich uitstrekkend tot de basis van het perithecium. Als het onder het excipulum ontbreekt, wordt het open genoemd, als het ook onder het excipulum groeit, wordt het gesloten genoemd.[2]